# Runenstein Stora Runhällen
Der Runenstein Stora Runhällen (dt. große Runenplatte, U 1164) im Kirchspiel Västerlövsta, in Heby in Uppland in Schweden wird in die Wikingerzeit (800–1050 n. Chr.) datiert. Der Runenstein aus Granit ist 1,66 m hoch, 1,60 m  breit und zwischen 10 und 25 cm dick. Der Stein steht an der Straße 56 von Heby in Richtung Gävle, am Abzweig nach Runhällen. Dort befindet sich auch ein Runensteinmuseum.
Der Stein wurde 1964 und 1986 nachgemalt und 1968 neu ausgerichtet. An seiner linken Seite und oben, wo etwa 35 cm fehlen, ist er beschädigt. Auf der Darstellung im Urnes-Stil ist eine Schlange im Kampf gegen „das große Tier“ zu sehen.
Die Inschrift lautet: Ernlaug errichtete diesen Stein in Erinnerung an … seinen … Livsten ritzte die Runen.
Nach Olof Grau (1722–1774), der den Stein Mitte des 18. Jahrhunderts beschrieb, soll er als Denkmal nach einem Kampf zwischen den Königen von Uppsala und Hälsingland errichtete worden sein. Der König und sein Sohn wurden getötet. Der Vater wurde hier begraben, während sein Sohn am Lilla Runhällen (U 1181) ruhen sollte. Diese Interpretation ist überholt, denn U 1181 wurde als einer der 30 England-Runensteine erkannt.
Livsten (auch Lifsteinn) war ein uppländischer Runenritzer, der etwa zwischen 1030 und 1050 n. Chr. im westlichen und südwestlichen Uppland 18 Runensteine „beschrieben“ hat, von denen er U 796, U 1152, U 1158 und Vs 29 signierte. Seine Arbeiten sind durch große Vierbeiner und verschlungene Ornamente gekennzeichnet.